# Fredrik Thordendal

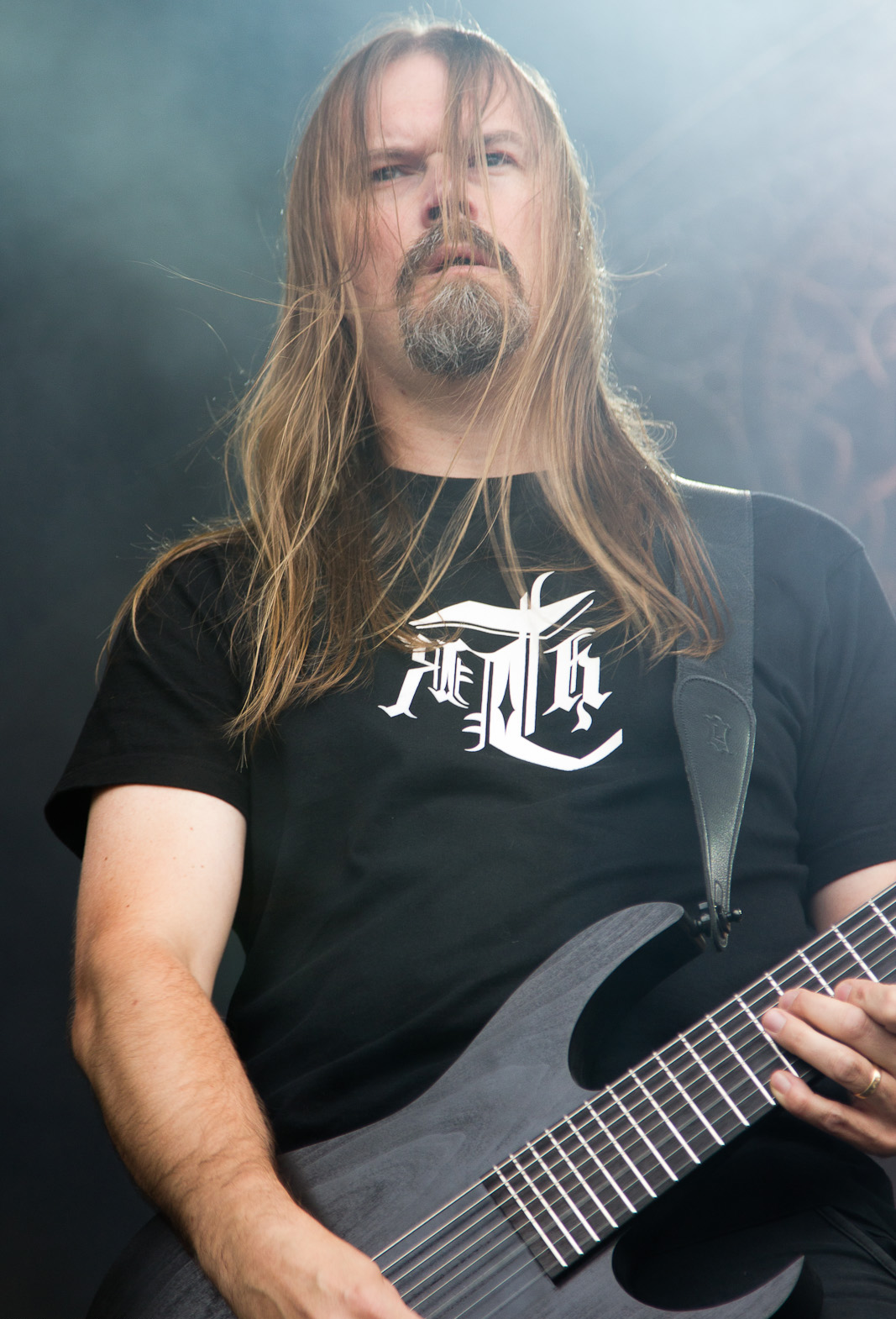
Fredrik Thordendal, 2012

Fredrik Thordendal (* 11. Februar 1970 in Umeå) ist ein schwedischer Gitarrist und Komponist. Er gilt als einer der Mitbegründer der Metal-Band Meshuggah.

## Leben
Thordendal gründete 1985 gemeinsam mit dem Schlagzeuger Örjan Lindmark, dem Sänger Roger Olofsson, dem Gitarristen Peder Gustafsson sowie dem Bassisten Janne Wikl die Band Metallien. Die Musikgruppe Metallien löste sich nach einigen Auftritten und Demos wieder auf und Fredrik Thordendal spielte zunächst mit anderer Besetzung und unter einem anderen Namen weiter. 1987 trat Thordendal der neu gegründeten Band Meshuggah als Gitarrist bei und wirkt dort seitdem bis heute mit.

## Diskografie

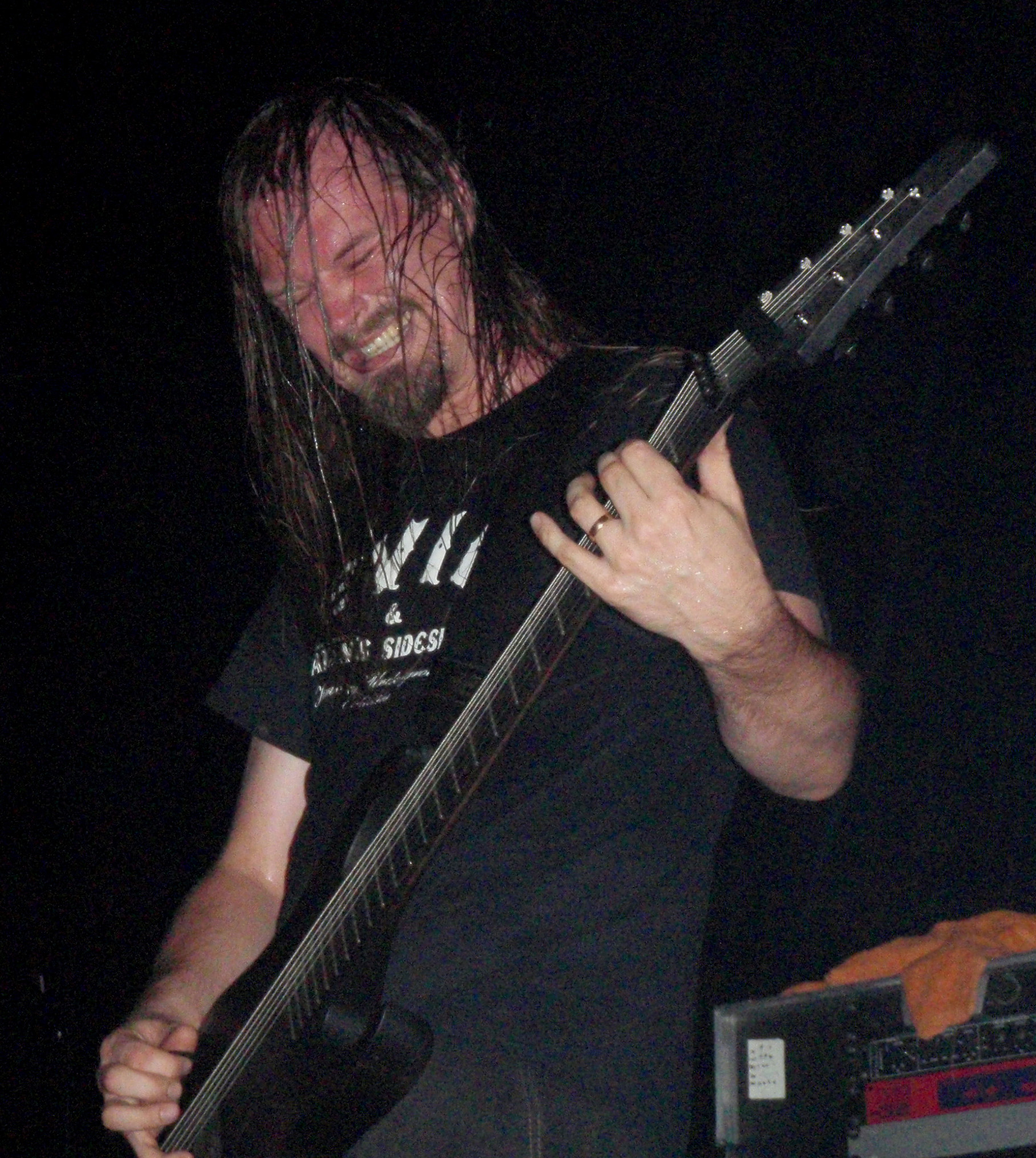
Thordendal 2008 bei einem Auftritt in Prag